# مرغ جارچی
مرغ جارچی (نام علمی: Psophia) نام یک سرده از راسته کلنگ‌سانان است.